# Acque territoriali

Immagine illustrativa sul regime internazionale del mare

Col termine acque territoriali o mare territoriale si considera in diritto internazionale quella porzione di mare adiacente alla costa degli Stati; su questa parte di mare lo Stato esercita la propria sovranità territoriale in modo del tutto analogo al territorio corrispondente alla terraferma, con alcuni limiti. Il principio del mare territoriale si contrappone al generico principio consolidato in secoli di storia del mare libero, affermatosi grazie ai Paesi Bassi e che permetteva l'uso delle acque in via generale a tutti senza la possibilità di bloccare commerci e transiti altrui. 
La disciplina e la regolamentazione delle acque territoriali, prima rimessa quasi esclusivamente alle consuetudini internazionali, è stata poi regolata da alcune convenzioni, come la Convenzione di Ginevra sul mare territoriale e la zona contigua del 1958 e la Convenzione di Montego Bay del 1982, che è quella attualmente in vigore.

## La disciplina attuale
In base alle consuetudini internazionali, l'ampiezza di tale porzione di mare era stabilita in 3 miglia marine dalla costa (corrispondente alla gittata media dei cannoni), ma alcuni Stati rivendicavano ampiezze maggiori, fino a 200 miglia marine dalla costa. La Convenzione di Montego Bay stabilisce che ogni Stato è libero di stabilire l'ampiezza delle proprie acque territoriali, fino a un'ampiezza massima di 12 miglia marine, misurate a partire dalla linea di base (articolo 3 Convenzione di Montego Bay). La linea di base corrisponde alla linea di bassa marea lungo la costa, "come indicato dalle carte nautiche a grande scala ufficialmente riconosciute dallo Stato costiero" (articolo 5 Convenzione di Montego Bay); in caso la costa sia frastagliata o vi siano isole nelle sue immediate vicinanze, la Convenzione (articolo 7) indica criteri specifici per tracciare la linea di base.
Sul mare territoriale (inclusi suolo e sottosuolo marino) lo Stato costiero esercita la propria sovranità in modo pressoché esclusivo, con due importanti limiti:
- lo Stato costiero non può impedire il passaggio inoffensivo di navi mercantili o da guerra straniere (i sottomarini devono navigare in emersione ed esponendo la bandiera), purché tale passaggio "non arrechi pregiudizio alla pace, al buon ordine e alla sicurezza dello Stato costiero" (articolo 19 Convenzione di Montego Bay); lo stesso articolo stabilisce che il passaggio deve considerarsi "offensivo" qualora la nave straniera minacci o impieghi la forza, compia atti di spionaggio, violi le regole doganali, fiscali, sanitarie o relative all'immigrazione, interferisca con le comunicazioni costiere, inquini le acque in maniera grave e intenzionale. Il passaggio deve comunque avvenire rispettando le norme interne dello Stato costiero, in particolare quelle in materia di trasporto e navigazione;

- lo Stato costiero non può esercitare la propria legislazione penale in relazione a fatti commessi a bordo di navi straniere, con l'eccezione di alcune ipotesi (articolo 27 Convenzione di Montego Bay):
  1. se le conseguenze del reato si estendono allo Stato costiero;
  2. se il reato è di natura tale da recare pregiudizio alla pace dello Stato costiero o al buon ordine del suo mare territoriale;
  3. se l'intervento delle autorità locali è richiesto dal comandante della nave o da una autorità diplomatica dello Stato di bandiera della nave;
  4. se l'intervento è necessario per reprimere un traffico illecito di stupefacenti.